# ちゃんろく。
『ちゃんろく。』は、2021年3月29日から2022年12月23日までテレビユー福島（TUF）で放送されていたローカルワイド番組・情報番組。

## 概要
2021年3月29日から放送されていた福島県ローカルの情報番組。番組中は画面下に「#ちゃん6」でツイートされたツイートが掲載されている。この番組は報道というよりは若者向けのSNSなどを駆使したトレンド情報を発信するなどエンタメの方に重点を置いている番組である。そのため緊急時(重大事件、事故、災害)を除いては、ニュースコーナー以外でニュースを取り扱うことはない。
なお、この番組の開始により、福島県内の民放4局すべてで夕方ワイド番組が放送されることになった他、それまで第1部（17時台）をフルネットで放送していた『Nスタ』（TBSテレビ制作）は、第0部（16時台）のフルネットに変更（およびネット再開）となった。
しかし、視聴率低迷などの理由により2022年12月5日に番組内で12月23日に最終回を迎えることが発表された。TUFの自社制作の期間はわずか1年9ヶ月で幕を閉じた。

## 放送時間
- 2021年3月29日 ～ 2022年12月23日：16:50 - 17:50
- 2021年10月2日 ～ 2022年10月1日（毎週土曜日）： 7:00 - 7:30[3]
平日に放送したちゃんろくから複数コーナーを再編集し放送していた。

## 出演者

### MC
- 月 - 金：佐藤玲奈（テレビユー福島アナウンサー、2022年4月4日 - 12月23日）
- 月・火・水：藤原カズヒロ（ラジオパーソナリティ、2021年3月29日 - 2022年12月23日）
- 木・金：DJイタル（フリーアナウンサー、2021年4月1日 - 2022年12月23日）

### 気象予報士
- 月 - 金：寺本卓也（ニックネーム：てらもっちゃん）[4]

### 福島美少女図鑑
出演曜日などは決まっていないが、スタジオや中継に行くレギュラーメンバーについては次の5名である
- 室井愛香利
- 柳沼綾奈
- 木村沙由里
- 牧田優花
- 遠藤栞

出演したことがある準レギュラーメンバーについては下記の通りである
- 上野さくら
- 照山楓香
- 鈴木南美

### その他
| 期間                           | 月曜           | 火曜           | 水曜               | 木曜           | 金曜           |
| ------------------------------ | -------------- | -------------- | ------------------ | -------------- | -------------- |
| 2021年3月29日 - 2022年12月23日 | 福島美少女図鑑 | 福島美少女図鑑 | 福島美少女図鑑     | 福島美少女図鑑 | 福島美少女図鑑 |
| 期間                           | 隔週月曜       | 隔週火曜       | 隔週水曜           | 隔週木曜       | 隔週金曜       |
| 2021年3月29日 - 2022年12月23日 |                | 村越芽生       | HIMAWARIちゃんねる |                | 山口るあ       |

### 過去の出演者
- 月 - 金：柗井綾乃[5]（テレビユー福島アナウンサー、2021年3月29日 - 2022年4月1日）

## 主なコーナー
ちゃんRockers（毎週月曜日）
視聴者参加型の特技を披露し賞金をもらうコーナー。特技披露後、テレビユー福島のアプリ「たぷり」でリアルタイムに視聴者が合否判定を行い、合格するともらえるステッカー（通称：ちゃんRockersステッカー）を三枚（赤・黄・青）集めることで賞金がもらえる。過去の参加者と合否判定については「#ちゃんRockers 合否判定」を参照。
オンラインダンスコンテスト（毎週火曜日）
福島のベンチャーIT企業「オーダーメイドジャパン」が制作しているダンスコンテスト。全国のダンサーによる応募型のコンテストで審査をしているのはプロのダンサー。応募したダンサーによる動画は、オンラインダンスコンテストの公式Instagramにて公開している。
ギャル女将の写真さんぽ（毎週火曜日）
奥州聖石温泉若女将の村越芽衣がスマホを片手に県内各地を写真で紹介するコーナー。番組ディレクターにスマートフォンを用いた最新の撮影方法をレクチャーしたりしている。村越芽衣による食レポを見ることができる。
ムッシュの青春だゼ（毎週水曜日）
お笑い芸人でもあるムッシュによる学校訪問型のコーナー。ムッシュが福島県内の学校（大学・短大・専門学校・高校など）を訪問し青春の一コマである部活動やサークルなどに触れながら学校を紹介している。また、同コーナーでは特別な訓練を受けたムッシュが生徒のストレス受ける企画も行っている。生徒によるストレス発散方法としては「ゴムパッチン」「パイ投げ」「ケツバット」の三種類であり、ムッシュはすべてを受けてきたが無傷である。
山口るあの＃東京きゅんです（毎週金曜日）
東京のトレンドを山口るあが発信するコーナー。福島県出身モデルの山口るあが東京の若者に人気のあるグルメやファッションを独自目線で発信し、番組内でZoomによる中継を行っている。番組開始当初はロケなどをメインとしVTRによる紹介がメインだったが、コロナウイルス拡大に伴い都内のハウススタジオから東京のトレンドを発信している。
エンタメちゃん（毎週金曜日）
最新エンタメ情報（芸能・ドラマなど）について紹介するコーナー。VTR形式で紹介し流行りの曲や芸能ネタについてスタジオで展開していく。不定期だが、TBS芸能デスクの稲垣もZoomにて出演しスタジオメンバーや視聴者が気になる芸能情報について話すこともある。柏木由紀が難病の「脊髄空洞症」から復活した際にTBS芸能デスク稲垣経由でメッセージを送ったところ、直筆メッセージ入りの写真集がスタジオに届けられ、スタジオメンバーもとても驚いていた。
川田師匠のファッション道（毎週金曜日）
まっちんGOOD（毎週2回実施）
視聴者応募型で神経衰弱形式のゲーム。テレビユー福島のアプリ「たぷり」による応募でゲームへのエントリーができる。1-16の数字が書かれたパネルに隠されている賞品を揃えることでその賞品を獲得でき、カードの中には「爆弾カード」が3枚と「エンジェルカード」が1枚隠されている。「爆弾カード」を当てるとゲームが終了しその時点で揃えている賞品を獲得することができ、「エンジェルカード」を当てると美少女図鑑がその場で踊りながらゲームを続行し「爆弾カード」を引いてもその分の爆弾のみスキップしゲームを続けることができる。
ゲーム参加権を選ぶ際に初期は、番組側でエントリー順に番号を割り振り、数字が書かれた球を三つの各ボックスから抽出し、当たった人に電話するという仕組みだったが、後者のような問題があるため抽選方法などが途中より改善された。
「エントリー数：120人」の時に、ボックスから抽出する球が「100の位が1」「10の位が3」「1の位が0」だった場合、「130人目」の人に電話をすることになるが120人しかエントリーしていないため不可能である。そこで、抽選アプリを使用することでそのような問題を解決させた。
全賞品獲得者もいれば、一枚目で爆弾カードを当て参加賞のみで終わった人もいる。
NTTドコモの回線が全国的に障害を起こした際には、数名連続で電話をかけることができなかった。
きょうのおやつちゃん（不定期）
話題のおやつを紹介しスタジオ内で食べるコーナー。福島県内で話題のおやつやお取り寄せした全国各地のおやつなどをMC 松井を除いたスタジオメンバーで食べる。同コーナーでは、夕方ということもあり「おかずちゃん」という名称で焼鳥やラーメンなどを食べることもある。出演者の要望でおやつを取り寄せることもある。
ちゃんろく。リサーチ（不定期）
県内外で話題となっていることについて、美少女図鑑がロケに出て紹介するコーナー。流行りの場所に行ったり若者が多く集まるお店の人気商品を紹介している。美少女図鑑やテレビユー福島アナウンサー、番組スタッフが生中継という形で現場に行きリポートすることもある。
お天気コーナー（月～金）
気象予報士の寺本卓也（ニックネーム：てらもっちゃん）によるお天気コーナー。視聴者から募集した気象に関する疑問や今後の天気について答える「リクエスト天気」というもの募集している。県内の空模様を伝える際には、テレビユー福島が県内四地点（福島・郡山・会津若松・小名浜）に設置した情報カメラや四季カメラの映像を流している。また、夏季限定で毎週金曜には屋外より寺本卓也が県内の空模様を伝えている。
Nスタふくしま 早出し版（月～金）
「Nスタふくしま」キャスターによるニュースコーナー。18:15～放送される「Nスタふくしま」のみどころやその時間までに入ったニュースを2本程度「ちゃんろく。」内で伝えている。「ちゃんろく。」MCと「Nスタふくしま」キャスターによる掛け合いを行う際には、視聴者より投稿されたツイートについて触れたりしている。
県内各地からの中継（不定期）
テレビユー福島の若手アナウンサーや福島美少女図鑑、ムッシュ・サイトー、ちゃんろくスタッフなどが県内各地を中継してリポートする。福島美少女図鑑だけの時もあればムッシュ・サイトーとの中継もある。

## 終了したコーナー
毎日ダンス！（月～金）
エンディングコーナー。話題の曲と体の一部分に着目したダンスを通して健康体を目指している。

## 単発でのコーナー
レンタルクロちゃん
JNN系列局のRCC中国放送が制作した番組にちゃんろくのレギュラーメンバー(福島美少女図鑑)がクロちゃんにレポートを教わるという形で出演した。テレビユー福島では通常放送していないが、ロケの様子をちゃんろく内で数回放送するとともに遅れネットで「レンタルクロちゃん 福島県いわき市編」が放送された。

## ちゃんRockers 合否判定
| 放送日         | 参加者                                            | 特技内容                | 合否判定 | 備考               |
| -------------- | ------------------------------------------------- | ----------------------- | -------- | ------------------ |
| 2021年3月29日  | DEFROCK                                           | 歌（ちゃんろく。OP曲）  | 合格     | エキシビション参加 |
| 2021年4月5日   | フレアいのバーテンダーYOKOTA☆10                   | フレアバーテンディング  | 合格     |                    |
| 2021年4月12日  | 吉田チキン                                        | 弾き語り                | 合格     |                    |
| 2021年4月19日  | スペースデーモン                                  | 歌・ロック              | 不合格   |                    |
| 2021年4月26日  | 福島大学アカペラサークル Rainbow Pumpkin 琥珀     | アカペラ                | 合格     | zoom出演           |
| 2021年5月3日   | OUT OF FASHION ギターボーカル 木島拓海            | 弾き語り                | 合格     |                    |
| 2021年5月17日  | テレビユー福島 アナウンサー 井上和樹              | フリップ芸              | 不合格   |                    |
| 2021年5月24日  | 日本けん玉協会 福島県支部                         | けん玉 スゴ技25選       | 合格     | zoom出演           |
| 2021年5月31日  | 余目一輪車クラブ 佐藤歩緒                         | 一輪車 アクロバット競技 | 合格     | zoom出演           |
| 2021年6月7日   | YOSAKOIダンス集団 神樂                            | よさこいダンス          | 合格     | zoom出演           |
| 2021年6月14日  | 大道芸パフォーマー 成龍                           | 大道芸                  | 合格     | zoom出演           |
| 2021年6月21日  | 高校生スケーター 高山翔                           | スケート競技            | 合格     |                    |
| 2021年7月5日   | 「踊ってみた」踊り手 ゆゆまるさん                 | 踊ってみた              | 合格     | zoom出演           |
| 2021年7月12日  | 日本けん玉協会 福島県支部                         | けん玉                  | 合格     | 出演2回目          |
| 2021年7月19日  | 泉崎村在住シンガーソングライター 村民こだま       | 弾き語り                | 合格     |                    |
| 2021年7月26日  | トモダチプロジェクトANRINA                        | 歌・デュエット          | 合格     |                    |
| 2021年8月9日   | 福島市在住 女子高校生                             | スラックライン          | 合格     |                    |
| 2021年8月16日  | 福島県出身 現役美大生                             | 美術作品披露            | 合格     | zoom出演           |
| 2021年8月23日  | いわき市拠点に活動中 サイトウリカ                 | ピアノ弾き語り          | 合格     | zoom出演           |
| 2021年8月30日  | 伊達市を拠点に活動中 MOMOさん                     | 楽器演奏・弾き語り      | 合格     | 動画出演           |
| 2021年9月6日   | イオン福島店 クレープ屋さん店長 齋藤洋平          | アクション・一芸披露    | 合格     | クレープ差し入れ   |
| 2021年9月13日  | 郡山のフレアバーテンダー 古川恵一郎               | フレアバーテンディング  | 合格     | zoom出演           |
| 2021年9月20日  | 郡山で活動中 ラッパー 0829(ぱにっく) ＆ DJ やどん | 即興ラップ              | 合格     |                    |
| 2021年9月27日  | いわき市を拠点に活動中 アベマンセイ               | 楽器演奏と映像の融合    | 合格     | zoom出演           |
| 2021年10月4日  | ラッパー 鈴音                                     | ラップ披露              | 不合格   |                    |
| 2021年10月18日 | 会津若松ザべリオ学園高校のダンス部                | ダンス披露              | 合格     | zoom出演           |

2021年7月末時点でステッカーを3枚集めて賞金をもらった人はいない。
特技のレベルは問わない。（口笛や指パッチンなどでも応募可能）
視聴者による合否投票は、パフォーマンス中のQRコードかテレビユー福島アプリ たぷりからの投票が可能。

## 特番による放送休止・時間変更
- 2021年7月26日・27日・29日、8月3日・6日：東京オリンピックの競技ハイライトを放送するのに伴う『Nスタ』の全国ネット枠拡大のため、10分短縮（16:50 - 17:40）。
- 2021年7月28日・30日：8:00 - 23:00（30日は9:00 - ）に『東京オリンピック2020』中継を放送のため休止。
- 2021年8月2日：18:30から『東京オリンピック2020』野球日本代表戦中継を放送するのに伴い、『Nスタ』の全国ネット枠と『Nスタふくしま』が時間繰り上げとなったため休止。この日は『Nスタ』を15:49から17:45まで通しでネットした。
- 2021年8月4日・5日：当番組相当の時間帯に東京オリンピック中継が放送される可能性があったため、それに伴う対策として番組を休止。この2日間は『Nスタ』を15:49から18:15まで通しでネットした。
- 2021年10月11日：16:50 - 17:50に『プロ野球ドラフト会議2021』中継を放送のため休止。
- 2021年12月24日：「クリスマスバトルSP」として、番組初の時間拡大でのスペシャル放送を実施。通常より1時間前倒しの15:49から2時間放送した。
- 2021年12月27日 - 31日・2022年1月3日：年末年始特別編成のため休止。このうち、12月27日・28日は『Nスタ』を15:49から17:45まで通しでネットした[8]。
- 2022年2月7日 - 11日・14日 - 18日：北京オリンピックの競技ハイライトを放送するのに伴う『Nスタ』の全国ネット枠拡大のため、10分短縮（16:50 - 17:40）。
- 2022年4月27日：知床遊覧船沈没事故に伴う、社長会見を一部『Nスタ』をネット受けする形で放送したため、内容を大幅に変更した。
- 2022年6月10日・14日：18:30 - 20:57に『サッカー・キリンカップ2022 日本代表強化試合』中継を放送するのに伴い、『Nスタ』の全国ネット枠と『Nスタふくしま』がいずれも30分繰り上げとなるため30分短縮（16:50 - 17:20）。
- 2022年7月8日：当日午前に発生した安倍晋三銃撃事件のニュースに伴い『Nスタ』17時台全編をJNN報道特番扱いで臨時ネットしたため休止。